# Bernuy-Zapardiel (kommun i Spanien)
Bernuy-Zapardiel är en kommun i Spanien. Den ligger i provinsen Ávila i den autonoma regionen Kastilien och León i centrala delen av landet, 90 km väster om huvudstaden Madrid. Antalet invånare är 84 (2024).